# Palazzo Brigidi
Le Palazzo Brigidi est un palais citadin de Sienne situé via San Pietro. Avec le palazzo Buonsignori il accueille les collections de la Pinacothèque nationale de Sienne.

## Histoire
Sa façade est simple, à deux étages de fenêtres géminées à colonnettes de marbre et chapiteaux variés. L'escalier du cortile est à colimaçon et dit « della Pia », en référence à Pia de' Tolomei, épouse de Nello dei Pannocchieschi (it) qui lui donne son surnom de « Pannocchieschi ».
Il fut restauré au XXe siècle dans l'esprit du Purisme italien.